# 奥村よしあき
奥村 よしあき（おくむら よしあき、本名：奥村 吉昭、7月3日 - ）は、日本のアニメ演出家・監督。

## 来歴・人物
アニメーションについて勉強するため、1988年から1998年の10年間、インドネシアへ渡航していた経験がある。元々はアニメーターで、作画監督・原画の役職で活躍していたが、徐々に演出も手がけるようになり、現在は監督・演出家として様々な作品に携わっている。
多くの作品の場合、本名の「奥村吉昭」か、ペンネームの「奥村よしあき」でクレジットされる。

## 監督作品

### 奥村吉昭名義

#### ゲーム
- スーパーアドベンチャーロックマン（1998年、アニメ監督）

### 奥村よしあき名義

#### テレビアニメ
2006年
- 爆球Hit! クラッシュビーダマン（監督・コンテ・コンテ協力・演出）

2008年
- 西洋骨董洋菓子店 〜アンティーク〜（監督・絵コンテ）

2009年
- エレメントハンター（監督・絵コンテ）

2012年
- 獣旋バトル モンスーノ（監督・絵コンテ）

2021年
- 進化の実〜知らないうちに勝ち組人生〜（監督・絵コンテ・演出）

2023年
- 真・進化の実〜知らないうちに勝ち組人生〜（総監督）

2025年
- 黒岩メダカに私の可愛いが通じない（監督・絵コンテ・演出）

#### Webアニメ
- いくぜっ! 源さん（2008年、監督）

## 参加作品

### 奥村吉昭名義

#### テレビアニメ
- マンガ日本経済入門（1987年 - 1988年、原画）
- おそ松くん（第2作）（1988年 - 1989年、#9原画）
- チエちゃん奮戦記 じゃりン子チエ（1991年 - 1992年、原画）
- スペースオズの冒険（1992年、シリーズディレクター・キャラクターデザイン）
- 白雪姫の伝説（1994年 - 1995年、作画監督）
- モンタナ・ジョーンズ（1994年 - 1995年、作画監督）
- ヤンボウ ニンボウ トンボウ（1995年 - 1996年、作画監督）
- 発明BOYカニパン（1998年 - 1999年、演出・作画監督）
- 超発明BOYカニパン（1999年、#3演出・作画監督）
- へろへろくん（2000年 - 2001年、作画監督）
- 魔法少女猫たると（2001年、演出）
- 爆転シュート ベイブレードシリーズ
  - 爆転シュート ベイブレード（2001年、絵コンテ・演出）
  - 爆転シュート ベイブレード 2002（2002年、コンテ）
  - 爆転シュート ベイブレード Gレボリューション（2003年、コンテ・コンテ協力・演出協力）
- 炎の蜃気楼（2002年、演出・作画監督）
- ぴたテン（2002年、演出）
- アソボット戦記五九（2002年 - 2003年、絵コンテ・演出）
- ドラゴンドライブ（2002年 - 2003年、3Dレイアウト・絵コンテ・演出）
- グリーングリーン（2003年、#2作画監督）
- PEACE MAKER鐵（2003年、絵コンテ）
- ポポロクロイス（2003年 - 2004年、#17演出）
- 鋼の錬金術師（2003年 - 2004年、#38原画）
- 勇午（2004年、絵コンテ）
- 流星戦隊ムスメット（2004年、絵コンテ）
- アニマル横町（2005年 - 2006年、絵コンテ）
- かみちゃまかりん（2007年、絵コンテ）
- ひめチェン!おとぎちっくアイドル リルぷりっ（2010年、絵コンテ・演出）
- クロスファイト ビーダマン（2011年、絵コンテ）

#### OVA
- 無責任艦長タイラー 特別編（1994年、作画監督）

#### 劇場アニメ
- 昆虫物語 みつばちハッチ〜勇気のメロディ〜（2010年、原画）

### 奥村よしあき名義

#### テレビアニメ
- B-伝説! バトルビーダマンシリーズ
  - B-伝説! バトルビーダマン（2004年、コンテ・演出・コンテ協力・演出協力・原画）
  - B-伝説! バトルビーダマン 炎魂（2005年、コンテ・演出）
- パンダーゼット（2004年、絵コンテ）
- メルヘヴン（2005年 - 2007年、絵コンテ・演出）
- アイシールド21（2005年 - 2008年、演出）
- ネギま!?（2006年 - 2007年、絵コンテ）
- ポケットモンスター ダイヤモンド&パール（2007年、#55絵コンテ）
- 裏切りは僕の名前を知っている（2010年、絵コンテ）
- エリアの騎士（2012年、絵コンテ）
- 魔界王子 devils and realist（2013年、絵コンテ）
- ウィザード・バリスターズ 弁魔士セシル（2014年、演出・原画）
- 笑ゥせぇるすまんNEW（2017年、絵コンテ・演出）
- このはな綺譚（2017年、絵コンテ・演出）
- ポチっと発明 ピカちんキット（2018年、絵コンテ）
- バキ（2018年、絵コンテ）
- 新幹線変形ロボ シンカリオン（2019年、演出）
- 爆丸バトルプラネット（2019年、絵コンテ・演出）
- ラディアン（2020年、演出）
- ハクション大魔王2020（2020年、演出）
- 八男って、それはないでしょう!（2020年、絵コンテ）
- 爆丸ジオガンライジング（2021年、演出）
- 大正オトメ御伽話（2021年、演出）
- カッコウの許嫁（2022年、絵コンテ・演出）
- ラブオールプレー（2022年、絵コンテ）
- ぷにるんず（2022年、絵コンテ）
- 六道の悪女たち（2023年、絵コンテ）
- カノジョも彼女 Season 2（2023年、絵コンテ・演出）
- ゴブリンスレイヤーII（2023年、絵コンテ）
- BEYBLADE X（2023年 - 2024年、絵コンテ）
- 盾の勇者の成り上がり Season3（2023年、絵コンテ）
- るろうに剣心 -明治剣客浪漫譚- 京都動乱（2024年、絵コンテ）
- アン・シャーリー（2025年、絵コンテ）

#### OVA
- せんせいのお時間 ご〜るど（2004年、演出）
- 永遠のアセリア（2005年 - 2006年、演出）

#### 劇場アニメ
- 豆富小僧（2011年、絵コンテ）